# フォルケ・アキンラデウォ
フォルケ・アキンラデウォ（Foluke Atinuke Akinradewo、1987年10月5日 - ）は、アメリカ合衆国の元女子バレーボール選手、カナダのオンタリオ州ロンドン出身。アメリカ合衆国女子代表。カナダ国籍、ナイジェリア国籍、アメリカ国籍を保持している。

## 来歴
2008年、スタンフォード大学在学中に米国代表入り。2010年からスタメンに定着し、同年のワールドグランプリでは優勝に貢献し、自身もMVPとベストブロッカー賞を受賞した。同年10-11月開催の世界選手権に出場した。
世界女子バレーボール選手の中でも一二を争う最高到達点331cmを誇り、コートの横幅9mを最大限に使った豪快なブロード攻撃とブロックが特徴。特にデスティニー・フッカーと2人で跳ぶブロックは世界最高峰の高さを誇る。
2010-2011シーズンはVプレミアリーグのトヨタ車体クインシーズでプレーし、スパイク賞を受賞した。2011年、ワールドグランプリ2011で2連覇に大きく貢献した。同年11月のワールドカップに出場した。
2012年、ロンドンオリンピックに出場し、準優勝に大きく貢献した。
2012-2013シーズンからアゼルバイジャンリーグの強豪ラビタ・バクーへ移籍し、同シーズンのヨーロッパチャンピオンズリーグで準優勝した。
2014年10月に行われた世界選手権では、アメリカ合衆国の初優勝に貢献した。
2016年8月に行われたリオデジャネイロオリンピックで銅メダルを獲得し、自身もベストミドルブロッカー賞を受賞した。
2017/18シーズンにV・プレミアリーグの久光製薬スプリングス（2020年より久光スプリングス）に入団。2シーズンで久光の連覇に貢献。2シーズンプレー後、出産を経て2020-21シーズンに久光に復帰。
2021年、ネーションズリーグでもアメリカ代表の3連覇に貢献。そして、東京オリンピックに出場し、アメリカ代表の金メダルに貢献した。
五輪金メダル後の2021-22シーズン、久光でも皇后杯の優勝に貢献。2021-22 V.LEAGUE DIVISION1 WOMENでも3シーズンぶりの優勝に貢献し、自身もスパイク賞、ベスト6、Vリーグ栄誉賞（傑出した個人記録）を受賞した。
2022年6月30日付で久光スプリングスを退団した。

## エピソード
- 試合中にかけているゴーグルは、ブロックに跳んだ際に相手のアタックしたボールが目に当たり怪我をしたことがあったため、それ以来前衛でのプレー時にだけ使用している。
- 同じアメリカ合衆国代表でバルセロナオリンピック銅メダリストのルース・ラワンソンはアキンラデウォの従姉である[11]。
- 2020年、久光スプリングスに復帰する際、「妊娠が分かった時から久光に戻りたいと思っていた。第二の故郷であり、ファミリーです」とコメントした[5]。

## 球歴
- 2010年8月 - ワールドグランプリ 優勝
- 2010年11月 - 世界選手権 4位
- 2011年8月 - ワールドグランプリ 優勝
- 2011年11月 - ワールドカップ 準優勝
- 2012年7月 - ワールドグランプリ 優勝
- 2012年8月 - ロンドンオリンピック 準優勝
- 2014年10月 - 世界選手権 金メダル
- 2015年8月 - ワールドグランプリ 優勝
- 2015年9月 - ワールドカップ 3位
- 2016年6月 - ワールドグランプリ 準優勝
- 2016年8月 - リオデジャネイロオリンピック 3位
- 2021年8月 - 東京オリンピック 優勝

## 受賞歴
- 2010年 - WGP MVP、ベストブロッカー賞
- 2011年 - 2010-11 Vプレミアリーグ スパイク賞
- 2013年 - 2012-13 アゼルバイジャンスーパーリーグ　ベストスパイカー賞
- 2016年 - オリンピック ベストミドルブロッカー賞
- 2016年 - 世界クラブ選手権 ベストミドルブロッカー賞
- 2018年 - 2017/18 Vプレミアリーグ ベスト6/スパイク賞
- 2019年 - 2018-19 V.LEAGUE Division1 最高殊勲選手賞/スパイク賞/ブロック賞/ベスト6
- 2021年 - 2020-21 V.LEAGUE DIVISION1 ベスト6/ブロック賞
- 2022年 - 2021-22 V.LEAGUE DIVISION1 スパイク賞/ベスト6/Vリーグ栄誉賞（傑出した個人記録）

## 所属クラブ
- Stanford University（2003-2008年）
- USA National Team（2008-2010年）
- トヨタ車体クインシーズ（2010-2011年）
- ディナモ・クラスノダール（2011-2012年）
- ラビタ・バクー（2012-2015年）
- VBCチューリッヒ（2015-2017年）
- 久光スプリングス（2017-2019年、2020-2022年）